# Pont Royal

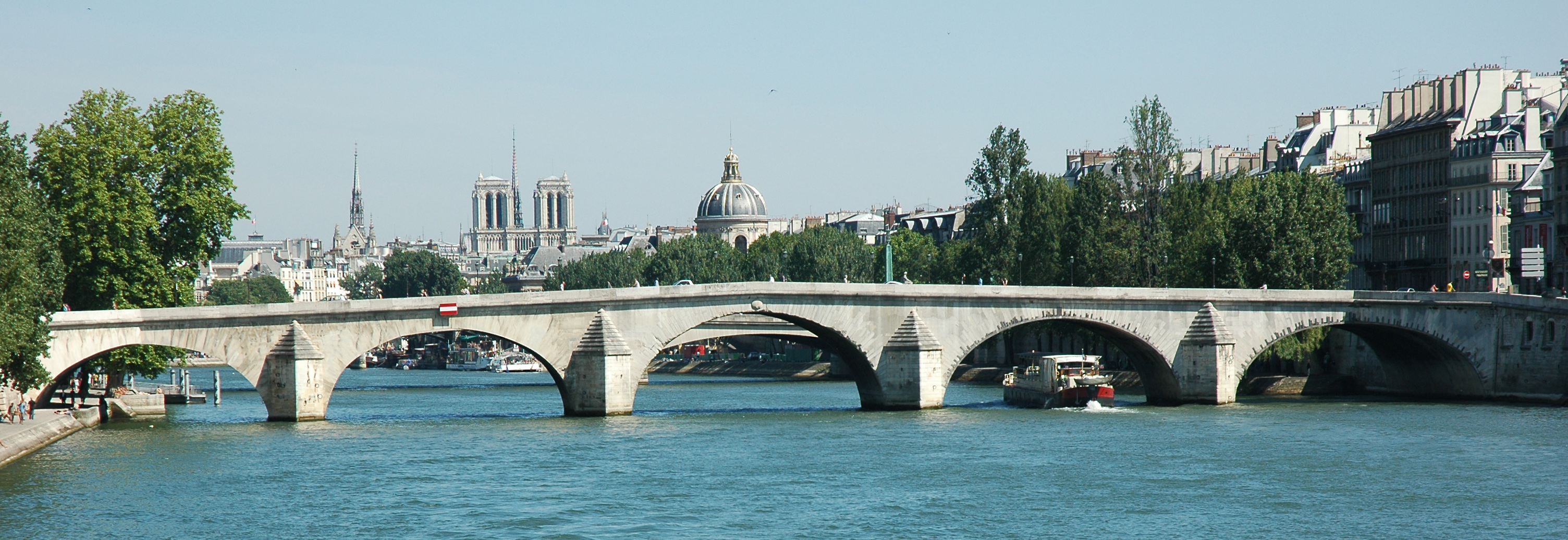
Pont Royal

Pont Royal (česky Královský most) je most přes řeku Seinu v Paříži. Spojuje 1. obvod na pravém břehu a 7. obvod na levém. Pont Royal byl vystavěn v letech 1685–1689 a je po Pont Neuf a Pont Marie třetím nejstarším mostem ve městě. Je zařazen mezi historické památky.

## Historie
V roce 1632 byl v těchto místech postaven dřevěný most, který se nazýval most Svaté Anny na počest Anny Rakouské nebo Červený most (pont Rouge) kvůli své barvě. Nahrazoval dosavadní přívoz mezi palácem Tuileries a levým břehem, kde dnes končí Rue du Bac (Převoznická ulice). Most měl patnáct oblouků, v roce 1649 byl poprvé opraven, o dva roky později přestavěn, v roce 1654 vyhořel, roku 1656 zničen povodní, znovu postaven v roce 1660, roku 1673 zpevněn, ale v roce 1684 opět zničen při povodni.

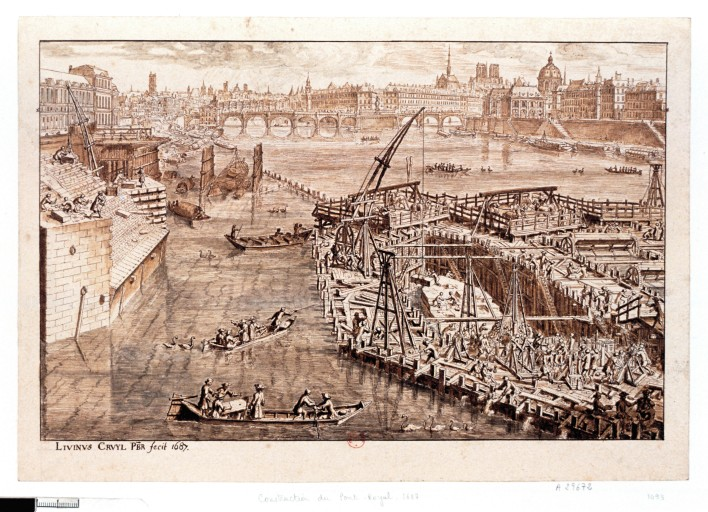
Stavba mostu (1687)

Nakonec byl postaven most z kamene, který plně financoval král Ludvík XIV., proto se nazývá Královský most. Stavba byla zahájena 25. října 1685 a dokončena 13. června 1689.
V 18. století byl oblíbeným místem pro konání různých slavností.
Po Francouzské revoluci byl most přejmenován. V letech 1792–1804 se jmenoval pont National (Národní most) a poté do roku 1814 most Tuileries podle paláce na pravém břehu.
V roce 1939 byl prohlášen historickou památkou.

## Architektura
Architekty mostu byli Jacques Gabriel, Jules Hardouin-Mansart a François Romain. Most je zděný o pěti obloucích, jeho celková délka činí 110 metrů a šířka 16 metrů. Na posledním pilíři na každé straně řeky jsou vyznačeny úrovně pařížských povodní.